# Keith Newton (presbitero)
Keith Newton (Liverpool, 10 aprile 1952) è un presbitero cattolico britannico, già vescovo anglicano, dal 29 aprile 2024 ordinario emerito di Nostra Signora di Walsingham.

## Biografia
Nasce a Liverpool il 10 aprile 1952.

### Formazione e ministero nella Chiesa anglicana
Dopo aver frequentato la Alsop High School di Liverpool, tra il 1963 ed il 1970, intraprende gli studi di teologia al King's College dell'Università di Londra tra il 1970 ed il 1973, conseguendo il Bachelor of Divinity; successivamente gli viene conferito il titolo di Associate of King's College. Il 25 agosto 1973 viene celebrato il matrimonio con Gill Donnison, dalla quale avrà tre figli. Ottiene il Post Graduate Certificate of Education presso il Christ Church College di Canterbury nel 1974.
A seguito di un ulteriore periodo di preparazione presso il St. Augustine's College di Canterbury, nel 1975 è ordinato diacono della Chiesa anglicana e presbitero nel 1976. Viene incardinato nella diocesi anglicana di Chelmsford, è vicario parrocchiale nella chiesa di St. Mary a Great Ilford, quindi, dal 1978 parroco all'interno del Wimbledon Team Ministry nella diocesi anglicana di Southwark.
Dal 1985 al 1991 ha prestato il suo servizio in Malawi nella diocesi del Malawi Meridionale della Provincia anglicana dell'Africa Centrale. Nell'anno successivo al suo arrivo, è nominato decano nella Cattedrale di St. Paul a Blantyre.
Rientrato nel Regno Unito, nel 1992 è nominato parroco a Knowle, nella diocesi anglicana di Bristol.
Il 7 marzo 2002 è ordinato vescovo suffraganeo di Richborough dall'arcivescovo di Canterbury George Carey, con l'incarico di Provincial Episcopal Visitor nella Provincia di Canterbury.

### Ministero nella Chiesa cattolica

Stemma prelatizio.

Il 1º gennaio 2011, insieme alla moglie, viene ricevuto nella piena comunione con la Chiesa cattolica nella cattedrale di Westminster dal vescovo Alan Hopes.
Il 13 gennaio viene ordinato diacono dal vescovo Alan Stephen Hopes ed il 15 gennaio presbitero dall'arcivescovo Vincent Nichols (poi cardinale), nella cattedrale di Westminster.
Lo stesso giorno papa Benedetto XVI lo nomina primo ordinario dell'ordinariato personale di Nostra Signora di Walsingham; non potrà essere ordinato vescovo, data l'inammissibilità dell'ordinazione episcopale per un uomo sposato nella dottrina cattolica.
Il successivo 17 marzo il papa lo insignisce del titolo di protonotario apostolico soprannumerario e riceve dalla Santa Sede il privilegio di poter celebrare i pontificali, indossando la mitra, la croce pettorale, l'anello vescovile, allo stesso modo di alcuni abati.
Il 29 aprile 2024 papa Francesco accoglie la sua rinuncia all'ufficio di ordinario.

### Galleria d'immagini

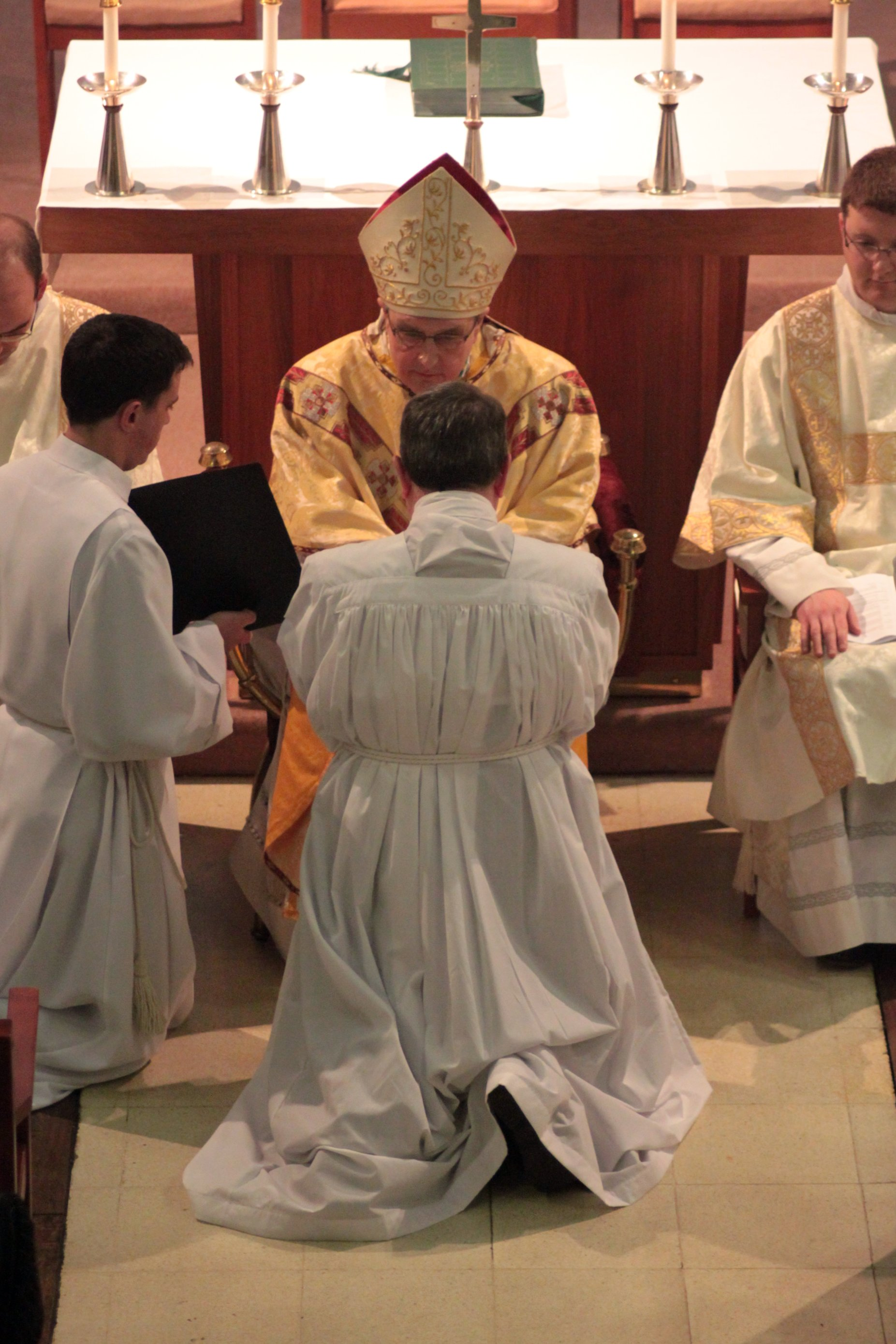
Ordinazione diaconale di Keith Newton
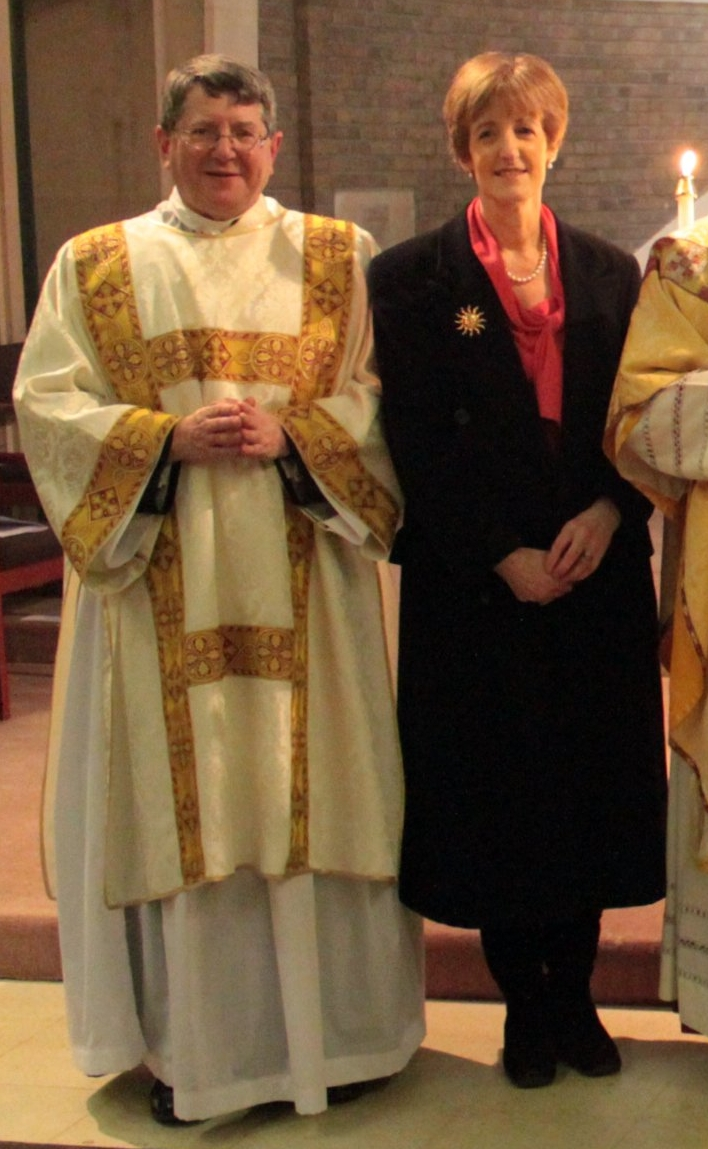
Keith Newton, dopo la sua ordinazione diaconale, assieme a sua moglie Gill
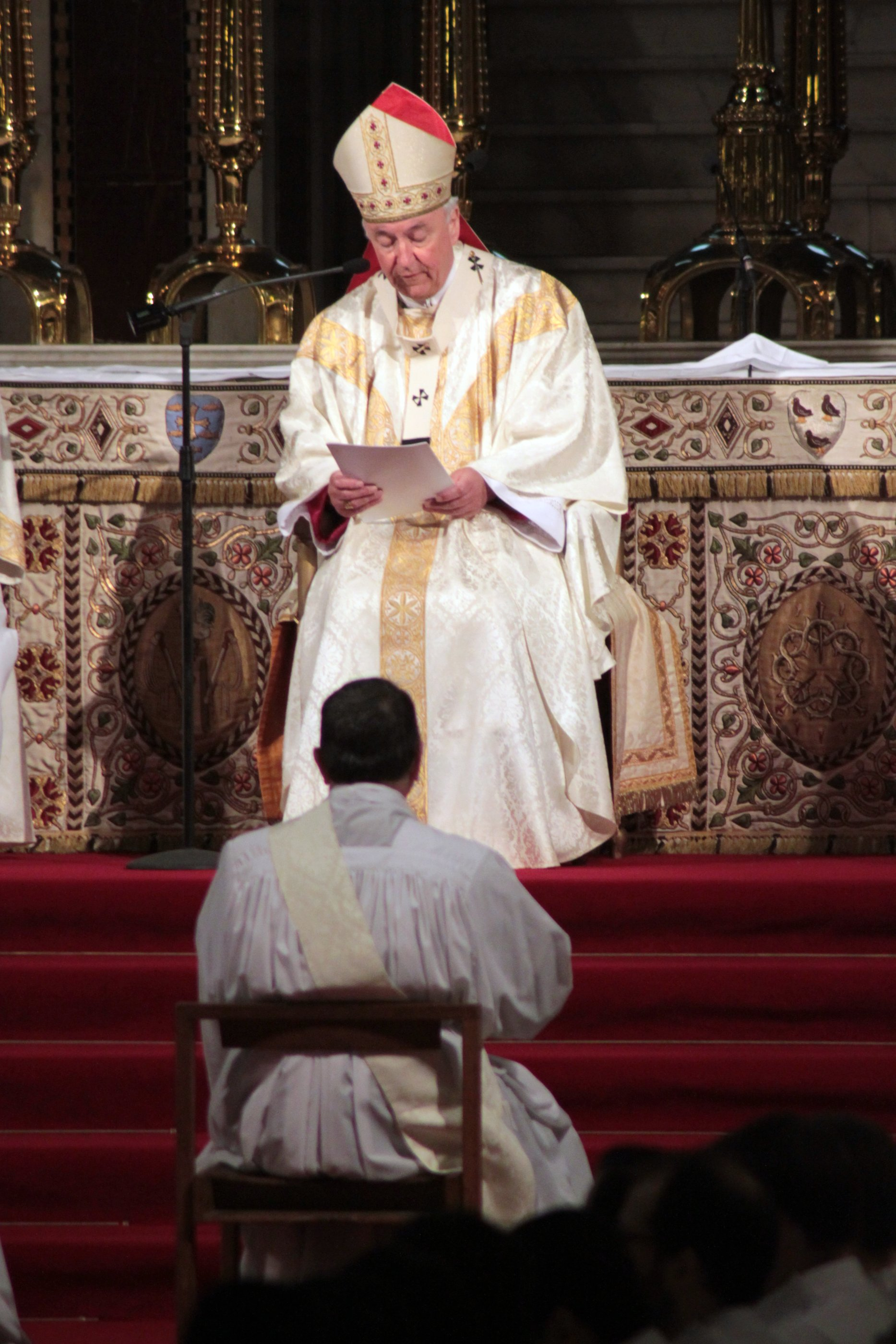
Ordinazione presbiteriale di Keith Newton
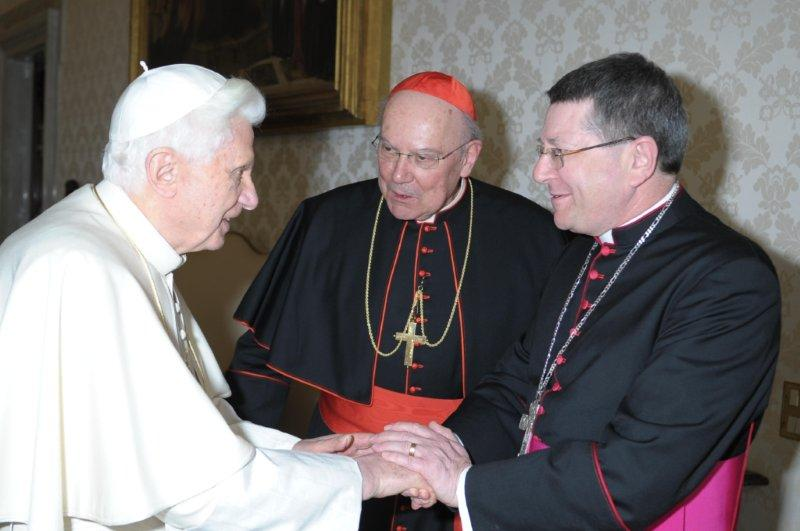
Keith Newton con papa Benedetto XVI e il cardinale William Levada

## Genealogia episcopale
La genealogia episcopale, ipotizzando la sussistenza della successione apostolica nella Chiesa anglicana, è:
- Papa Niccolò I
- Papa Formoso
- Vescovo Plegmund
- Vescovo Althelm
- Vescovo Wulfhelm
- Vescovo Odo
- Vescovo Dunstano di Canterbury
- Vescovo Elfego di Canterbury
- Vescovo Elfric
- Vescovo Wulfstan
- Vescovo Ethelnoth
- Vescovo Eadsige
- Vescovo Stigand
- Vescovo Siward
- Vescovo Lanfranco di Canterbury
- Vescovo Thomas
- Vescovo Anselmo d'Aosta
- Vescovo Richard de Belmeis
- Vescovo William of Corbeuil
- Vescovo Henry of Blois
- Vescovo Tommaso Becket
- Vescovo Roger of Gloucester
- Vescovo Peter de Leia
- Vescovo Gilbert Glanville
- Vescovo William of St. Mere L'eglise
- Vescovo Walter de Gray
- Vescovo Walter Kirkham
- Vescovo Henry
- Vescovo John of Halton
- Vescovo Roger Northborough
- Vescovo William Wyvil
- Arcivescovo Ralph Stratford
- Vescovo William Edendon
- Arcivescovo Simon Sudbury
- Vescovo Thomas Brentingham
- Vescovo Robert Braybrooke
- Arcivescovo Roger Walden
- Vescovo Henry Beaufort
- Arcivescovo Thomas Bourchier
- Arcivescovo John Morton
- Vescovo Richard Fitzjames
- Vescovo John Langland
- Arcivescovo George Montaigne
- Vescovo William Barlow
- Arcivescovo Henry Deane
- Arcivescovo William Warham
- Arcivescovo Thomas Cranmer
- Arcivescovo Reginald Pole
- Arcivescovo Matthew Parker
- Arcivescovo Edmund Grindal
- Arcivescovo John Whitgift
- Arcivescovo Richard Bancroft
- Arcivescovo George Abbot
- Arcivescovo William Laud
- Arcivescovo William Juxon
- Arcivescovo Gilbert Sheldon
- Arcivescovo William Sancroft
- Arcivescovo John Tillotson
- Arcivescovo Thomas Tenison
- Arcivescovo William Wake
- Arcivescovo John Potter
- Arcivescovo Thomas Herring
- Arcivescovo Matthew Hutton
- Arcivescovo Thomas Secker
- Arcivescovo Frederick Cornwallis
- Arcivescovo John Moore
- Arcivescovo Charles Manners-Sutton
- Arcivescovo William Howley
- Arcivescovo John Bird Sumner
- Arcivescovo Archibald Campbell Tait
- Arcivescovo Edward White Benson
- Arcivescovo Randall Thomas Davidson
- Arcivescovo Cosmo Lang
- Arcivescovo William Temple
- Arcivescovo Geoffrey Francis Fisher
- Arcivescovo Michael Ramsey
- Arcivescovo Donald Coggan
- Arcivescovo Robert Runcie
- Arcivescovo George Carey
- Vescovo Keith Newton